# Centre d'Événements de Langley
Le Centre d'Événements de Langley (anglais : Langley Events Centre) est une salle omnisports située à Langley, en Colombie-Britannique, Canada.

## Histoire
Il est actuellement partagé comme domiciles par Stealth de Vancouver, Rivermen de Langley, Thunder de Langley et Spartans de l'Université Trinity Western.
Depuis 2011, il accueillit aussi les Championnats de Basket-ball des Écoles secondaires de la Colombie-Britannique chaque printemps.